# Skalø
Skalø es una isla de Dinamarca, localizada en el estrecho de Smålandsfarvandet, al norte de la isla de Lolland. La isla ocupa una superficie de 1,06 km² y alberga una población de 9 habitantes (2005). El punto más alto de Skalø se encuentra a 10 m s. n. m. La isla de Skalø está conectada con la de Fejø mediante una pequeña presa.